# 改變理論
改變理論（英語：Theory of change，縮寫 ToC），是一種為了企劃、參與決策與評量之特別型態的方法學，被用於慈善、非營利與政府之諸部門以促進社會變化。改變理論先定義長程目標，然後倒推規劃確認其必要諸條件。
改變理論以描繪短程、中程、長程效果之原因連結輪廓，解釋在某一倡議之變化過程。已確認的變化，以效果路線規劃，顯示每個效果與其他效果的邏輯關係與時間流程。解釋效果之間的連結之理由或論述為何此效果是另一效果的預備條件。
改變理論之創新在於(1)區別想要與實際效果的差異，以及(2)在他們決定介入形式以達到那些效果之前，要求諸利害關係人先形塑其所想要的效果。一般會錯誤描述「改變理論」只是一種企劃與評量的方法學。 「改變理論」是一種批判理論，可以保障權力動態之透明性分佈。進而，其過程必須包容在達成解決方案之許多觀點與參與者。 
「改變理論」依照預期用途，可以開始於某一倡議之任何階段。理論首先發展於通知某一倡議之企劃時是最好。已經制定了某一改變模型，參與者可以對策略與戰術作出更加知情的決策。若可以獲得監測與評量的數據時，當數據證據顯示時，諸利害關係人可以定期改善「改變理論」。「改變理論」可藉由閱讀方案數據、訪談諸利害關係者與分析資料，作回顧式發展。此常被作，當評量反映出何者是已作與何者是未作時，以理解過去與策劃未來。 

## 歷史
「改變理論」於1990年代中期，從方案理論與方案評量的領域產生，作為分析諸理論的新方法，這些理論是為了社會與政治改變而發起之方案與倡議工作。 「改變理論」不只是聚焦於產生有關某個方案是否有效的知識，也聚焦於解釋它用何種方法是會有效。「改變理論」作為一個概念於一些領域有堅強的根源，包含環境與組織心理學，但與社會學與政治學也已經逐漸增加關聯。 於工業組織心理學，奧斯丁（John R. Austin）與巴圖內克（Jean M. Bartunek）已經注意此組織發展途徑常多少是立基於明顯的假設：(1)通過組織變革的過程，(2)需要諸介入產生改變。